# Sauverny

Sauverny este o comună în departamentul Ain din estul Franței.